# 大阪府立総合青少年野外活動センター
大阪府立総合青少年野外活動センター（おおさかふりつそうごうやがいかつどうセンター）は、大阪府豊能郡能勢町にあった大阪府設立の野外活動センター。1967年に一般向け開所し、2011年3月、一般向け閉所した。
また、その敷地の一部はおおさか環状自然歩道になっている。（妙見山～豊中市野外活動センター～元大阪府立野外活動センター～剣尾山～21世紀の森（能勢郷野外活動センター）～三草山～府民牧場）ルート詳細については、大阪府より地図が販売されている。
2012年にはDOCOMOMO JAPAN選定 日本におけるモダン・ムーブメントの建築に選ばれた。

## 概要
1962年（昭和37年）大阪府が土地を取得し、設計事務所、坂倉建築研究所が、1964年から1979年にかけ設計しており、1967年（昭和42年）一般向けに開所され、2011年（平成23年）3月に一般向けには閉所される。
- 面積：約180万平方メートル（文献によっては約200万平方メートル）
- キャンプ場：第1キャンプ場～第7キャンプ場
- 収容人数：1200名（冬期400名）

## 建屋について
ほとんどの建物で耐震設備はあるが、上下水道維持などのコストなどの面や交通の便などもあり、次の使い道は決まっていないようである。（取り壊しをするかどうかも不明である。）

## 閉所後
閉所前後に、センター発行の記録DVDなどが作成され、販売されている。
また、SNSのmixiコミュの「能勢野外活動センター」で、関連する人を対象に細々としたつながりがある。
それ以外にもいろいろなつながりがあり、2010年秋より2011年にかけて、同窓会などが多数開催されている。

## キャンプカウンセラー制度
また、センター職員以外に当時採用された約4800名のキャンプカウンセラーが在籍していた（大学生で4年間で100日以上ぐらいすごした人々（100時間以上の研修も受講））。

## 映像外部リンク
- 100619大阪府野外活動センター受付～第3キャンプ場.MP4
- 100620大阪府野外活動センター第3キャンプ場～受付.MP4
- 昭和54年当時の大阪府総合青少年野外活動センター
- 僕たちのいた夏（昭和50～57年当時）
- 2010年11月 のせ
- 2010年11月 第56キャンプ場

- 2011/03/27 野外活動センター（閉鎖4日前）※クラフトセンター～剣尾山頂
- 大阪府立青少年野外活動センター Osakapref.YouthOutdoorActibityCenter1 1－5まである
- モリアオガエル観察会2010にて
- 能勢野外活動センター20100813

## 資料
- 大阪府 青少年ハンドブック ＜＜野外活動編＞＞
- キャンプその理論と実際
- センター発行DVD "NOSE FINAL"
- 研修資料各種、利用団体しおり、センター関係者談話など